# アイマル・スベルディア
アイマル・スベルディア・アギーレ（Haimar Zubeldia Aguirre、1977年4月1日- ）は、スペイン・バスク州・ギプスコア県・ウスルビル出身の自転車競技（ロードレース）選手。弟のホセバ・スベルディアも元自転車競技選手。
主要勝利レースという点から見ると、2000年にエウスカル・ビシクレタと2010年にツール・ド・レンで総合優勝を果たしている程度だが、ツール・ド・フランスでは過去4回、ブエルタ・ア・エスパーニャでは過去1回の総合ベストテン入りを果たしている実力派選手である。
プロデビューを果たした1998年以降、エウスカルテル・エウスカディに在籍してきたが、2009年、アスタナ・チームに移籍。2010年、チーム・レディオシャックに移籍。2012年、レディオシャック・レオパードに移籍。
2017年7月29日、クラシカ・サンセバスティアンを最後のレースとして引退した。

## 主な戦績

### ツール・ド・フランス
- 2001年……総合73位
- 2002年……総合39位
- 2003年……総合5位
- 2004年……途中棄権
- 2005年……総合15位
- 2006年……総合8位
- 2007年……総合5位
- 2008年……総合45位
- 2009年……総合26位
- 2011年……総合15位
- 2012年……総合6位
- 2013年……総合36位
- 2014年……総合8位
- 2015年……総合62位
- 2016年……総合24位
- 2017年……総合52位

### ブエルタ・ア・エスパーニャ
- 2000年……総合10位
- 2001年……総合43位
- 2002年……総合11位
- 2004年……総合40位
- 2006年……総合34位
- 2007年……総合44位
- 2009年……総合14位
- 2011年……総合25位
- 2013年……途中棄権
- 2014年……途中棄権
- 2015年……総合23位
- 2016年……総合19位

### ジロ・デ・イタリア
- 2005年……総合49位

### その他
- エウスカル・ビシクレタ

2000年:総合優勝
- ドーフィネ・リベレ（2010年以降、クリテリウム・デュ・ドフィネ）

2000年:総合2位、新人賞
2002年:総合4位、新人賞
2008年:総合5位
2009年:総合8位
2011年:総合50位
2012年:総合10位
- カタルーニャ一周

2002年:総合7位
2008年:総合6位
2009年:総合3位
2010年:総合59位
2011年:総合14位
2013年:総合26位
- クラシカ・サン・セバスティアン

2005年 7位
2011年 7位
- グランプリ・シクリスト・ド・モンレアル

2010年：4位